# Malkowice (województwo świętokrzyskie)
Malkowice – wieś sołecka w Polsce położona w województwie świętokrzyskim, w powiecie staszowskim, w gminie Bogoria.
Do 1954 roku istniała gmina Malkowice. W latach 1975–1998 miejscowość administracyjnie należała do województwa tarnobrzeskiego.

## Współczesne części wsi
Poniżej w tabeli 1 integralne części wsi Malkowice (0990445) z aktualnie przypisanym im numerem SIMC (zgodnym z Systemem Identyfikatorów i Nazw Miejscowości) z katalogu TERYT (Krajowego Rejestru Urzędowego Podziału Terytorialnego Kraju).
| SIMC    | Nazwa           | Rodzaj             |
| ------- | --------------- | ------------------ |
| 0788353 | Malkowice Dolne | część miejscowości |
| 0788347 | Malkowice Górne | część miejscowości |

## Dawne części wsi – obiekty fizjograficzne
W latach 70. XX wieku przyporządkowano i opracowano spis lokalnych części integralnych dla Malkowic zawarty w tabeli 2.

| Nazwa wsi – miasta    | Nazwy części wsi – miasta             | Nazwy obiektów fizjograficznych – charakter obiektu |
| --------------------- | ------------------------------------- | --- |
| I. Gromada NIEDŹWIEDŹ |                                       | |
| 1. Malkowice          | 1. Malkowice Dolne 2. Malkowice Górne | 1. Brzozowy Smug — las 2. Chrusty — las 3. Cupel — las 4. Doły — pole 5. Góra — pole 6. Góry — las 7. Łączyny — las 8. Pastwiska — pole 9. Pod Lasem — pole 10. Pod Rzeką — pole 11. Pod Wieprzczańskiem — pole 12. Smugi — pole, łąka 13. Stare Łąki — las 14. Stoki — pole 15. Zimna Wódka — rzeczka |

## Historia
Przez Jana Długosza zapisana w XV w. pod nazwą Malikowice. Miejscowość była wówczas wsią królewską z folwarkiem, młynem, karczmami, zagrodnikami oraz łanami kmiecymi.
W 1827 r. wieś była własnością rządową i miała 19 domów i 116 mieszkańców. Według Słownika geograficznego Królestwa Polskiego wydanego w latach 80. XIX w. miejscowość miała 34 domy, 215 mieszkańców, 493 mórg ziemi włościańskiej i 1 morgę ziemi rządowej. Wieś wchodziła w skład gminy Malkowice w powiecie opatowskim, przy czym urząd gminy znajdował się nie w Malkowicach, a w sąsiedniej Malkowskiej Woli.
W skład gminy Malkowice wchodziły miejscowości: Buczyna, Ceber, Dziewiątle, Gorzków, Grzybów, Gryzikamień, Grzesiaki, Jastrzębska Wola, Kiełczyna, Kiełczyńska Wola, Łagowica, Łopacionko, Łopatno, Malkowice, Malkowska Wola, Młynki, Miłoszowice, Niedźwiedź, Niemirów, Pipała, Przyborowice, Skoczylas, Skolańkowska Wola, Swoboda, Świnia Krzywda, Ujazd, Ujazdek, Wygiełzów i Zagrody. Gmina miała 3509 mieszkańców, 527 domów i powierzchnię 10 902 mórg, z czego mórg dworskich było 6248. Sąd gminny II okręgu dla gminy Malkowice znajdował się w Iwaniskach.

## Literatura
1. Kaczmarek Leon (red. nauk. zeszytu), Taszycki Witold (red. nauk. wyd.): Urzędowe Nazwy miejscowości i obiektów fizjograficznych. 33. Powiat staszowski województwo kieleckie. Komisja ustalania nazw miejscowości i obiektów fizjograficznych (do użytku służbowego). Z: 33. Warszawa: Urząd Rady Ministrów. Biuro do Spraw Prezydiów Rad Narodowych, 1970. Brak numerów stron w książce
2. Filip Sulimierski, Bronisław Chlebowski, Władysław Walewski, Słownik Geograficzny Królestwa Polskiego i innych krajów słowiańskich, Warszawa 1880-1885, Tom VI, s. 20.